# International German Open 2015
International German Open 2015 — тенісний турнір, що проходив на ґрунтових кортах у місті Гамбург, Німеччина з 27 липня. Належав до категорії ATP World Tour 500, був турніром серії Hamburg European Open 2015 року.

## Фінальна частина

### Одиночний розряд
Рафаель Надаль —  Фабіо Фоніні 7–5, 7–5

### Парний розряд
Джеймі Маррей /  Джон Пірс (тенісист) —  Хуан Себастьян Кабаль /  Роберт Фара 2–6, 6–3, [10–8]